# جائزة الأرجنتين الكبرى 1972
جائزة الأرجنتين الكبرى 1972 هو سباق فورمولا 1 أقيم بتاريخ 23 يناير 1972. كان الأول من أصل 12 في بطولة العالم لسباقات الفورمولا واحد موسم 1972. حلّ البريطاني جاكي ستيورات أولا بينما جاء النيوزلندي ديني هولم في المركز الثاني وحصل على المركز الثالث البلجيكي جاكي إيكس.